# Cecilia Salvai
Cecilia Salvai (ur. 2 grudnia 1993 w Pinerolo) – włoska piłkarka, grająca na pozycji obrońcy.

## Kariera piłkarska

### Kariera klubowa
W 2008 rozpoczęła karierę piłkarską w Real Canavese. W 2009 została zawodniczką ACF Torino. W sezonie 2012/13 występowała w szwajcarskim FCF Rapid Lugano. Potem broniła barw AGSM Verona Femminile. 11 lipca 2016 roku podpisała kontrakt z Brescią Femminile. W lipcu 2017 przeniosła się do nowo utworzonego Juventusu Women.

### Kariera reprezentacyjna
12 września 2012 debiutowała w narodowej reprezentacji Włoch w meczu przeciwko Grecji. Wcześniej broniła barw juniorskiej i młodzieżowej reprezentacji.

## Sukcesy i odznaczenia

### Sukcesy piłkarskie
AGSM Verona Femminile
- mistrz Włoch: 2014/15
- wicemistrz Włoch: 2015/16
- finalista Pucharu Włoch: 2015/16

Juventus Women
- mistrz Włoch: 2017/18